# Azylová a přistěhovalecká politika EU

Počet žádostí o azyl na milion obyvatel v členských státech EU v roce 2013 (německy): Česko má druhý nejnižší počet, na 31. pozici ze 32 zemí

Azylová a přistěhovalecká politika Evropské unie má za cíl koordinovat imigraci ze třetích zemí do členských států Evropské unie. Do systému evropského práva byla poprvé začleněna Maastrichtskou smlouvou jako součást třetího pilíře EU. Přestože tím byl položen základ pro koordinaci azylových politik, členské státy se stále řídily především svými vnitrostátními předpisy a mezinárodními úmluvami.
Amsterdamská smlouva azylovou politiku převedla do prvního pilíře, což mimo jiné znamená, že se v těchto otázkách již nerozhoduje na principu jednomyslnosti. Po ratifikaci Amsterdamské smlouvy dostaly evropské instituce v této oblasti pravomoc k vytváření celoevropských norem, tím se pravidla pro společnou azylovou politiku značně zprůhlednila.
Důležitá je také tzv. Dublinská úmluva: na jejím základě posuzuje jednotlivé žádosti o azyl ten stát EU, který je odpovědný za kontrolu vstupu toho určitého cizince na území Evropské unie. Dublinská úmluva též znemožnila podávání žádosti o azyl ve více zemích EU současně.
Cílem představitelů EU je vytvořit jednotný azylový systém platný ve všech státech EU zvláště kvůli propracovanému Schengenskému systému, který umožňuje volný pohyb osob a tím i nelegálních migrantů.

## Pakt o migraci a azylu
Po imigrační krizi v roce 2015 EU schválila pakt o migraci a azylu. Země zatížené imigrací si dlouhodobě stěžovaly na přílišnou zátěž, která vyvrcholila v roce 2015. Evropský parlament schválil migrační pakt ve 10. dubna 2024. 
Za žádosti o azyl odpovídá země prvního vstupu. Zemím EU, které čelí migračnímu tlaku, pomohou ostatní členské státy, a to buď přemístěním žadatelů o azyl na své území, finančními příspěvky 20 tisíc eur za imigranta nebo operativní a technickou podporou například při ostraze hranic. Evropská komise bude každý rok zjišťovat, které země se ocitly pod tlakem. Takové země budou vyjmuty z povinnosti pomoci zatíženému členskému státu.
Hraniční země mají zaregistrovat otisky prstů a další biometrické údaje imigrantů v centrální databázi EU Eurodac. Ti, kteří představují bezpečnostní riziko, mají být speciálně označeni, a to od šesti let. Rychlá kontrola má trvat maximálně sedm dní.
Při neopodstatněná žádosti o azyl může být imigrant poslán zpět do své domovské země, nebo do třetí země. Členské státy mohou zamítnout žádost o azyl jako nepřípustnou, pokud mají žadatelé dostatečnou vazbu na bezpečnou třetí zemi. To platí zejména v případě, že v dané zemi žijí rodinní příslušníci nebo že v ní žadatel již delší dobu žije. EU vypracuje společný seznam bezpečných třetích zemí, závazný pro všechny členské státy a členské státy mohou určit své bezpečné třetí země, pokud proti tomu nebude mít námitky Komise EU. Bezpečné třetí země musí účinně chránit základní práva, nabízet minimální sociální zabezpečení a přístup ke zdravotní péči a vzdělání. Země nemusí ratifikovat Ženevskou úmluvu o uprchlících. Země může být klasifikována jako bezpečná i když ochrana není zaručena pro všechny skupiny osob nebo na celém území.
Před schválením paktu země EU deportovaly zhruba 20 % odmítnutých žadatelů o azyl. Očekává se, že do pěti lete se počet zvýší na 40 %, protože země původu budou s EU lépe spolupracovat a uzavírat další repatriační dohody a Irák nyní s EU spolupracuje.
Nová nařízení usnadní deportace. Lidé již nemohou uprchnout z uzavřených zařízení a mohou být deportováni dříve, než vyčerpají všechny opravné prostředky. Nově musí být s každým zamítavým rozhodnutím automaticky vydáno oznámení o odjezdu. Doposud bylo posuzování práva na azyl a práva na pobyt odděleno, což umožňovalo vícenásobné odvolání .
Žadatelé mají nárok na bezplatné právní poradenství ve všech fázích azylového řízení včetně individuálního právního poradenství při odvolání.
| Politika Evropské unie – „Tři pilíře“ | Politika Evropské unie – „Tři pilíře“ | Politika Evropské unie – „Tři pilíře“                                                                                    |
| I. Evropská společenství | II. Společná zahraniční a bezpečnostní politika | III. Policejní a justiční spolupráce                                                                                     |
| --- | --- | --- |
| - Společná zemědělská politika - Hospodářská a měnová unie - Celní unie a Společný trh - Společná obchodní politika - Regionální a strukturální politika - Dopravní politika - Sociální politika - Schengenský prostor - Občanství EU - Vědecko-výzkumná politika - Politika hospodářské soutěže - Ekologická politika - Politika ochrany spotřebitele - Vzdělání a kultura - Společná rybolovná politika - Azylová a přistěhovalecká politika | Zahraniční politika: - Spolupráce v zahraniční politice - Dodržování míru - Volební pozorovatelé - Lidská práva - Demokracie - Rozvojová pomoc Bezpečnostní politika: - Evropská bezpečnostní politika - Evropské síly rychlé reakce - Odzbrojování | - Pašování drog a obchod se zbraněmi - Obchod s lidmi - Terorismus - Zločiny proti dětem - Organizovaný zločin - Korupce |